# Glaciar Grinnell
O glaciar Grinnell está situado no coração do Parque Nacional Glacier no estado de Montana, nos Estados Unidos. Ostenta o nome de George Bird Grinnell, um dos primeiros conservacionistas e explorador, defensor da criação do Glacier National Park. O glaciar situa-se nas Montanhas Lewis e encontra-se no flanco norte do Monte Gould a uma altitude média de 2 133 metros.
Trata-se de um dos glaciares mais fotografados neste parque, com muitas das fotografias a datarem do século XIX. Quando comparadas com imagens obtidas em anos subsequentes, estas fotografias mostram que o glaciar recuou claramente de forma substancial. Em 1850 o glaciar Grinnell tinha uma área igual a 2,88 km², incluindo um glaciar mais pequeno adjacente (Salamander). Por altura da última medição em 1993, o glaciar Grinnel media 0,88 km² e o Salamander 0,23 km². Os glaciólogos que estudaram os glaciares do parque crêem que a menos que o clima arrefeça e a queda de neve aumente significativamente, todos os glaciares do parque, incluindo o Grinnel, desaparecerão por volta de 2030. Fotografias obtidas a partir do mesmo local entre 1938 e 2005 (ver abaixo) demonstram que o glaciar recuou substancialmente nos últimos 65 anos.
|                       |                      |                       |                           |
| 1938 T.J. Hileman GNP | 1981 Carl Key (USGS) | 1998 Dan Fagre (USGS) | 2005 Blase Reardon (USGS) |